# Мічуа
Мічуа або Мінчуа (? —1490) — саке (володар) держави Хунза у 1470-1490 роках, намагався встановити гегемонію над усіма чибча-муїсками.

## Життєпис
Невідомо точно коли й при яких обставинах Мічуа прийшов до влади. Вважається, що це відбулося близько 1470 року. З цього моменту він намагався підкорити сусідні племена. Саме за його правління формується держава Хунза зі столицею у м. Тунха.
Втім у 2-й пол. 1470-х років стикнувся із суперником в особі Сагуаманчіки, сіпи (володаря) держави Багата. За допомогою до Мачіки звернувся володар держави Гуатавіта, який зазнав поразки від військ бакати. З 40-тисячним військом Мачіка рушив проти Сагуаманчіки, втім справа до вирішальної битви не дійшла — було укладено мир, який напевне визначив межі впливу Мачіки й його суперника.
Проте Мачіка готувався перемогти Бакату. Для цього було укладено союз з касіком невеличкої держави Убате і племенами панче. Водночас відновлені союзницькі відносини з Гуатавітою. У 1490 році Мічуа з 60-тисячним військом рушив проти бакати, але Сагуаманчіка встиг підготуватися й виступив з 50-тисячною армією. Вирішальна битва відбулася біля селища Чоконта. Проте битва тривала недовго, оскільки незабаром обидва володаря були вбиті. За традицією сутичку негайно припинили. Населення обох держав одяглося у все чорне. Після поховальних церемоній владу у Хунзі успадкував небіж Мічуа — Кемуінчаточа.